# S1-es metró (Nanking)
A nankingi metróhálózat S1-es jelzésű vonala (más néven a reptéri vonal) a Nanking-Déli pályaudvart és a Kungkanghszincsengcsiangning állomást köti össze a Nanking-Lukou nemzetközi repülőtér érintésével. A vonal hossza közel 36 kilométer, amin 9 állomás található. Az építését 2011. december 27-én kezdték meg, átadására 2014. július 1-jén került sor. 2018. május 26-án az S7-es vonal megnyitásához kapcsolódóan a repülőtértől a Kungkanghszincsengcsiangning állomásig hosszabbodott.

## Állomáslista
|                                    |                     |                                   |
| Nanking-Déli pályaudvar            | 南京南站            | 1-es vonal 3-as vonal S3-as vonal |
| Cujpingsan                         | 翠屏山              |                                   |
| Hohaj Egyetem / Focsenghszilu      | 河海大学 / 佛城西路 |                                   |
| Csijintatao                        | 吉印大道            |                                   |
| Csengfangcsunglu                   | 正方中路            |                                   |
| Hsziangjülupej                     | 翔宇路北            |                                   |
| Hsziangjülunan                     | 翔宇路南            | S9-es vonal                       |
| Nanking-Lukou nemzetközi repülőtér | 禄口机场            |                                   |
| Kungkanghszincsengcsiangning       | 空港新城江宁        | S7-es vonal                       |
|                                    |                     |                                   |

## Fordítás
- Ez a szócikk részben vagy egészben  a   Line S1 (Nanjing Metro) című angol Wikipédia-szócikk ezen változatának fordításán alapul.  Az eredeti cikk szerkesztőit annak laptörténete sorolja fel. Ez a jelzés csupán a megfogalmazás eredetét és a szerzői jogokat jelzi, nem szolgál a cikkben szereplő információk forrásmegjelöléseként.
- Ez a szócikk részben vagy egészben  a(z)   宁高城际轨道交通 című kínai Wikipédia-szócikk ezen változatának fordításán alapul.  Az eredeti cikk szerkesztőit annak laptörténete sorolja fel. Ez a jelzés csupán a megfogalmazás eredetét és a szerzői jogokat jelzi, nem szolgál a cikkben szereplő információk forrásmegjelöléseként.